# اليوم العالمي لشلل الأطفال
تم إنشاء يوم شلل الأطفال العالمي في 24 أكتوبر، بمبادرة من منظمة الروتاري الدولية لإحياء ذكرى ميلاد العالم جوناس سالك، الذي قاد الفريق الأول لتطوير لقاح ضد شلل الأطفال. وقد أدى استخدام هذا اللقاح إلى انخفاض كبير في عدد حالات الإصابة بشلل الأطفال حول العالم. في عام 1988 أُطلقت المبادرة العالمية للقضاء على شلل الأطفال ( GPEI) بقيادة منظمة الصحة العالمية (WHO) بالتعاون مع منظمة الروتاري الدولية وشركاء اخرين. منذ ذلك الوقت حققت المبادرة تقدماً كبييراً في خفض حالات الإصابة بشلل الأطفال بنسبة تتجاوز 99% مما أدى إلى اقتراب العالم من هدف القضاء التام على المرض.
يُعد اليوم العالمي لشلل الأطفال فرصة لزيادة الوعي بأهمية مواصلة حملات التطعيم، ويحتفل به أعضاء منظمة الروتاري الدولية وشركاؤهم حول العالم عبر تنظيم فعاليات تثقيفية وأنشطة توعوية لدعم الجهود المبذولة للقضاء على شلل الأطفال بشكل نهائي.